# Bryopteris bispinosa
Bryopteris bispinosa là một loài Rêu trong họ Lejeuneaceae. Loài này được Grolle mô tả khoa học đầu tiên năm 1993.